# ヴンタウ
座標: 北緯10度21分 東経107度04分 / 北緯10.350度 東経107.067度
ヴンタウ市（ベトナム語：Thành phố Vũng Tàu / 城庯淎艚?  ハノイ発音、 ホーチミン発音, 「ブンタウ」とも）は、ベトナムのバリア＝ヴンタウ省南東部に位置する都市である。旧省都である。「ブンタウ」と表記されることも多い。フランス植民地時代の呼称はサンジャック (Cap Saint Jacques)。
人口52.7万 (2018年)、面積144平方キロメートル。ホーチミン市から気軽に行ける海水浴場としても有名である。

## 行政区画
以下の16坊1社を有する。
- 第1坊（Phường 1）
- 第2坊（Phường 2）
- 第3坊（Phường 3）
- 第4坊（Phường 4）
- 第5坊（Phường 5）
- 第7坊（Phường 7）
- 第8坊（Phường 8）
- 第9坊（Phường 9）
- 第10坊（Phường 10）
- 第11坊（Phường 11）
- 第12坊（Phường 12）
- グエンアンニン坊（Nguyễn An Ninh / 阮安寧）
- ライックズア坊（Rạch Dừa / 瀝蒢）
- タンニャット坊（Thắng Nhất / 勝一）
- タンニー坊（Thắng Nhì / 勝二）
- タンタム坊（Thắng Tam / 勝三）
- ロンソン社（Long Sơn / 隆山）

## 姉妹都市
- バクー、アゼルバイジャン
- イエンバイ市、ベトナム

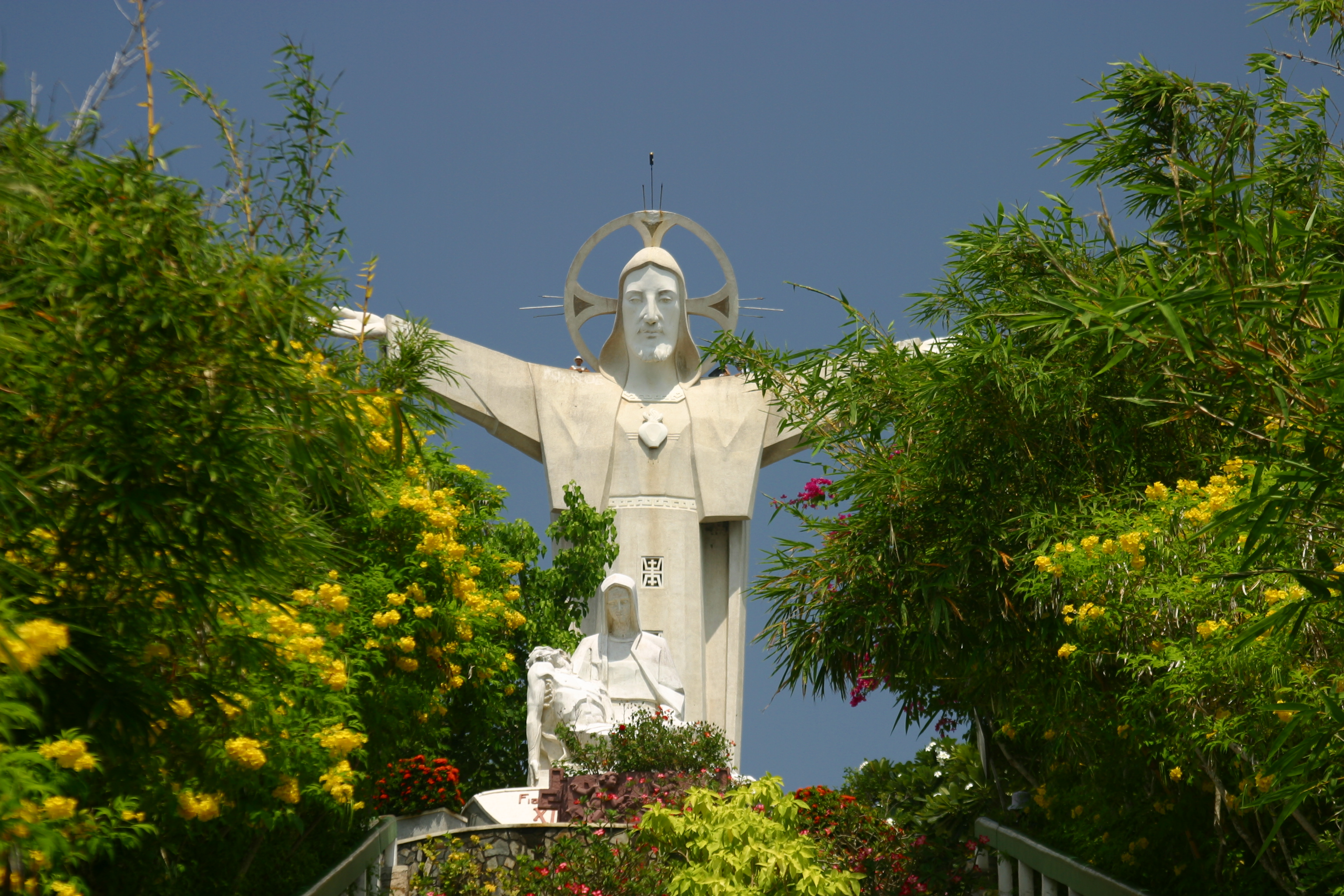
ブンタウのキリスト像

- ハロン市、ベトナム